# Championnats d'Asie de cyclisme 2008
Navigation
Championnats d'Asie 2007 Championnats d'Asie 2009
Les Championnats d'Asie de cyclisme 2008 se sont déroulés du 10 au 17 avril 2008 à Nara au Japon.

## Résultats des championnats sur route

### Épreuves masculines
| Épreuves         | Or                         | Argent                       | Bronze                 |
| ---------------- | -------------------------- | ---------------------------- | ---------------------- |
| Course en ligne  | Fumiyuki Beppu Japon       | Temur Mukhamedov Ouzbékistan | Takashi Miyazawa Japon |
| Contre-la-montre | Evgeny Vakker Kirghizistan | Alexey Kolessov Kazakhstan   | Yukiya Arashiro Japon  |

### Épreuves féminines
| Épreuves         | Or                | Argent                      | Bronze                         |
| ---------------- | ----------------- | --------------------------- | ------------------------------ |
| Course en ligne  | Gao Min Chine     | Miho Oki Japon              | Choi Hye-kyeong Corée du Sud   |
| Contre-la-montre | Tang Kerong Chine | Chanpeng Nontasin Thaïlande | Marina Andreichenko Kazakhstan |

## Résultats des championnats sur piste

### Épreuves masculines
| Épreuves               | Or                                         | Argent                                                                                  | Bronze                                                          |
| ---------------------- | ------------------------------------------ | --------------------------------------------------------------------------------------- | --------------------------------------------------------------- |
| Américaine             | Hong Kong Wong Kam Po Kwok Ho Ting         | Ouzbékistan Vadim Shaekhov Temur Mukhamedov                                             | Corée du Sud Shin Dong-hyun Lee Chan-woo                        |
| Keirin                 | Azizulhasni Awang Malaisie                 | Kiyofumi Nagai Japon                                                                    | Choi Lae-seon Corée du Sud                                      |
| Kilomètre              | Mohd Rizal Tisin Malaisie                  | Li Wenhao Chine                                                                         | Yudai Nitta Japon                                               |
| Vitesse individuelle   | Azizulhasni Awang Malaisie                 | Choi Lae-seon Corée du Sud                                                              | Tang Qi Chine                                                   |
| Vitesse par équipes    | Chine Zhang Qiang Tang Qi Li Wenhao        | Malaisie Azizulhasni Awang Mohd Rizal Tisin Mohd Edrus Yunus                            | Japon Kiyofumi Nagai Tomohiro Nagatsuka Yudai Nitta             |
| Poursuite individuelle | Hossein Nateghi Iran                       | Alexey Kolessov Kazakhstan                                                              | Kim Dong-hun Corée du Sud                                       |
| Poursuite par équipes  | Chine Li Wei Qu Xuelong Chen Libin Ma Teng | Iran Amir Zargari Mostafa Seyed-Rezaei Mehdi Sohrabi Hossein Nateghi Abbas Saeidi Tanha | Japon Makoto Iijima Kazuhiro Mori Reona Sumi Takayuki Kawanishi |
| Course aux points      | Ilya Chernyshov Kazakhstan                 | Kazuhiro Mori Japon                                                                     | Vadim Shaekhov Ouzbékistan                                      |
| Scratch                | Reona Sumi Japon                           | Temur Mukhamedov Ouzbékistan                                                            | Lee Wei-cheng Taipei chinois                                    |
| Omnium                 | Wu Po-hung Taipei chinois                  | Alexey Lyalko Kazakhstan                                                                | Kwok Ho Ting Hong Kong                                          |

### Épreuves féminines
| Épreuves               | Or                           | Argent                                      | Bronze                            |
| ---------------------- | ---------------------------- | ------------------------------------------- | --------------------------------- |
| 500 mètres             | Gong Jinjie Chine            | Fatehah Mustapa Malaisie                    | Huang Ting-ying Taipei chinois    |
| Keirin                 | Zheng Lulu Chine             | Fatehah Mustapa Malaisie                    | Jutatip Maneephan Thaïlande       |
| Vitesse individuelle   | Zheng Lulu Chine             | Gong Jinjie Chine                           | Huang Ting-ying Taipei chinois    |
| Vitesse par équipes    | Chine Zheng Lulu Gong Jinjie | Taipei chinois Hsiao Mei-yu Huang Ting-ying | Corée du Sud You Jin-a Lee Eun-ji |
| Poursuite individuelle | Li Wei Chine                 | Ha Seon-ha Corée du Sud                     | Leow Hoay Sim Malaisie            |
| Course aux points      | Kim Eun-hee Corée du Sud     | Chanpeng Nontasin Thaïlande                 | Li Wei Chine                      |
| Scratch                | Park Eun-mi Corée du Sud     | Santia Tri Kusuma Indonésie                 | Diao Xiao Juan Hong Kong          |

## Référence
- (en) Cet article est partiellement ou en totalité issu de l’article de Wikipédia en anglais intitulé « 2008 Asian Cycling Championships » (voir la liste des auteurs).